# RSHA
O Gabinete Central de Segurança do Reich (em alemão: Reichssicherheitshauptamt, RSHA) foi uma organização subordinada a Heinrich Himmler, que atuava simultaneamente como Chefe da Polícia Alemã (Chef der Deutschen Polizei) e como Reichsführer-SS, o líder da Schutzstaffel (SS) do Partido Nazista.
O dever declarado da organização era combater todos os "inimigos do Reich", tanto dentro quanto fora das fronteiras da Alemanha Nazista.
Desde sua criação, o RSHA foi uma instituição central para o regime nazista, desempenhando um papel crucial na orquestração e execução do Holocausto.

## Formação
Criada por Heinrich Himmler em 27 de setembro de 1939, através da unificação do Sicherheitsdienst, Gestapo e Kriminalpolizei. O RSHA era responsável pelas operações dos serviços de inteligência na Alemanha e no exterior.
Seu primeiro comandante foi o SS-Obergruppenführer Reinhard Heydrich, que continuou dirigindo até seu assassinato em 1942, seu sucessor, o SS-Obergruppenführer Ernst Kaltenbrunner manteve essa posição até o fim da guerra.

## Gabinetes
- Amt I - Organização de Pessoal e Administração
- Amt II - Questões Econômicas
- Amt III - SD (Sicherheitsdienst, Serviço de Segurança) Interior (Questões Internas)
- Amt IV - Gestapo (GEheime STAats POlizei, Polícia Secreta do Estado)
- Amt V - Kripo (Kriminal Polizei, Polícia Criminal)
- Amt VI - SD Exterior (Questões Externas)
- Amt VII - Documentação escrita